# Binfield Heath
Binfield Heath is een civil parish in het bestuurlijke gebied South Oxfordshire, in het Engelse graafschap Oxfordshire met 709 inwoners.

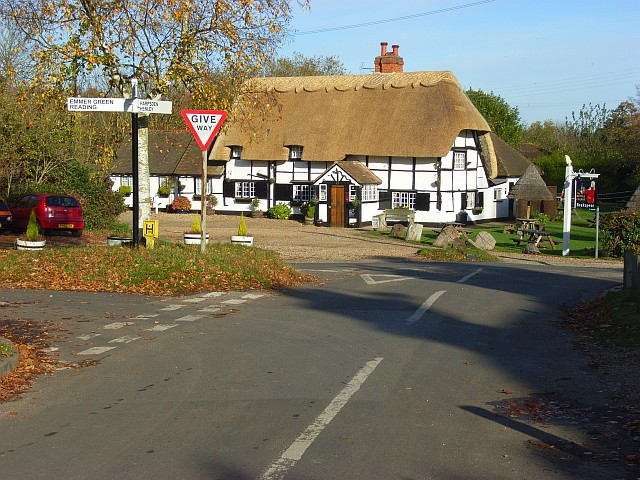
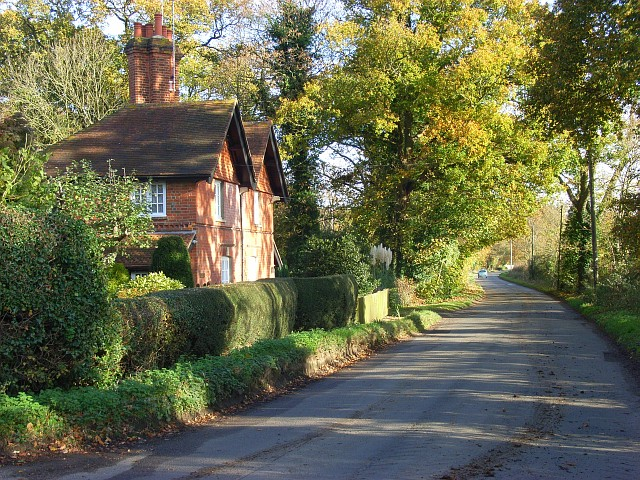
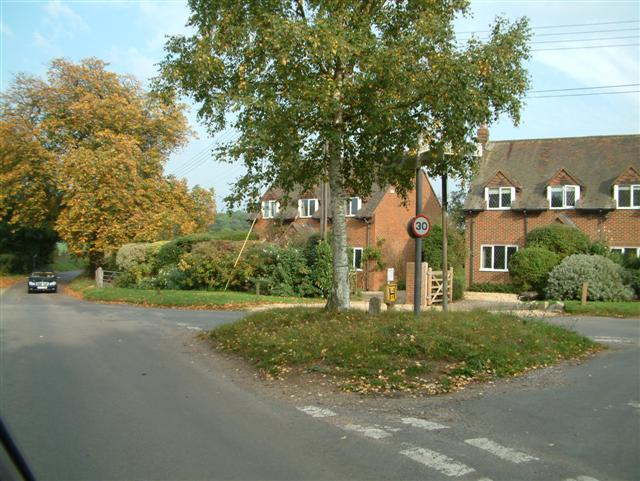